# Drepanocentron nahucha
Drepanocentron nahucha is een schietmot uit de familie Xiphocentronidae. De soort komt voor in het Oriëntaals gebied.